# Chiesa di San Bartolomeo a Ruota
La chiesa di San Bartolomeo a Ruota è un edificio sacro che si trova in località Ruota a Capannori.

## Storia e descrizione
Risalente all'XI secolo, a navata unica con abside, è stata alterata nel corso dei secoli. Solo la zona absidale conserva caratteri medievali ben definiti; la facciata è quasi completamente rimontata, riutilizzando materiale originale, tra cui alcune bozze decorate da motivi a intreccio, e così i fianchi. Nell'abside la muratura è a filari regolari di bozze squadrate con un coronamento ad archetti pensili sostenuti da mensole che costituiscono una versione più tarda di apparati decorativi arcaici. All'interno, la monumentale Madonna in trono fra i Santi Bartolomeo, Giovanni Evangelista, Maddalena e Apollonia di Vincenzo Frediani (1488). È anche conservata una scultura lignea che raffigura la Madonna in trono con il Bambino (metà del Trecento). Il campanile ospita due antiche campane in Sol3, fuse da Ludovico Bimbi di Villa Collemandina (la grossa nel 1768 e la piccola nel 1758).